# Lista așezărilor de tip urban din Estonia
Așezarea de tip urban (în estonă alev) este un tip de localitate din Estonia. Primele așezări de tip urban din țară, au fost formate în perioada sovietică, în RSS Estonă, în anul 1945. În anii 1990 multe astfel de localități au fost transformate în orașe. În 2015 în Estonia mai existau 12 așezări de tip urban.

## Așezări de tip urban din RSS Estonă și Estonia
| Denumire      | Denumire în rusă | Din  | Până în | Statut actual (pentru fostele așezări) |
| ------------- | ---------------- | ---- | ------- | -------------------------------------- |
| Abja-Paluoja  | Абья-Палуоя      | 1945 | 1993    | oraș                                   |
| Aegviidu      | Аэгвийду         | 1945 | prezent |                                        |
| Ambla         | Амбла            | 1945 | 1979    | sat                                    |
| Järva-Jaani   | Ярва-Яани        | 1945 | prezent |                                        |
| Järvakandi    | Ярваканди        | 1945 | prezent |                                        |
| Karksi-Nuia   | Каркси-Нуйа      | 1945 | 1993    | oraș (până în 1987 — Nuia / Нуйа)      |
| Kehra         | Кехра            | 1945 | 1993    | oraș                                   |
| Kiili         |                  | 2008 | prezent |                                        |
| Kohila        | Кохила           | 1945 | prezent |                                        |
| Kohtla-Nõmme  | Кохтла-Нымме     | ?    | prezent |                                        |
| Kukruse       | Кукрузе          | 1950 | 1959    | parte a orașului Kohtla-Järve          |
| Küttejõu      | Кютейыу          | 1945 | 1954    | parte a orașului Kiviõli               |
| Lavassaare    | Лавассааре       | 1949 | prezent |                                        |
| Lihula        | Лихула           | 1945 | 1993    | oraș                                   |
| Loksa         | Локса            | 1948 | 1993    | oraș                                   |
| Maardu        | Маарду           | 1951 | 1980    | oraș                                   |
| Märjamaa      | Марьямаа         | 1945 | prezent |                                        |
| Narva-Jõesuu  | Нарва-Йыэсуу     | 1945 | 1993    | oraș                                   |
| Paikuse       |                  | 2011 | prezent |                                        |
| Põlva         | Пылва            | 1961 | 1993    | oraș                                   |
| Püssi         | Пюсси            | 1954 | 1993    | oraș                                   |
| Pärnu-Jaagupi | Пярну-Яагупи     | 1945 | prezent |                                        |
| Rapla         | Рапла            | 1945 | 1993    | oraș                                   |
| Räpina        | Ряпина           | 1945 | ?       | oraș                                   |
| Saue          | Сауэ             | 1973 | 1993    | oraș                                   |
| Sillamäe      | Силламяэ         | 1949 | 1957    | oraș                                   |
| Sompa         | Сомпа            | 1948 | 1960    | parte a orașului Kohtla-Järve          |
| Tamsalu       | Тамсалу          | 1954 | 1996    | oraș                                   |
| Tootsi        | Тоотси           | 1949 | prezent |                                        |
| Viivikonna    | Вийвиконна       | 1950 | ?       | parte a orașului Kohtla-Järve          |
| Võsu          | Вызу             | 1971 | 1999    | sat                                    |
| Võhma         | Выхма            | 1945 | 1993    | oraș                                   |
| Vändra        | Вяндра           | 1945 | prezent |                                        |